# Воньга (река, впадает в Костромское водохранилище)
Воньга (Ваньга) — река в европейской части России; протекает по Любимскому району Ярославской области. Впадает с севера, рядом с устьем реки Соть, в Костромской залив Горьковского водохранилища, а именно в образованный ей и рекой Прость подзалив. Длина — 14 км.
Сельские населённые пункты около реки: Дыбино, Пореево, Черново, Долгово, Нелюдово, Ившино, Андрейково, Яковлевское, Терениково, Булаково, Шигино, Иванниково.

## Данные водного реестра
По данным государственного водного реестра России относится к Верхневолжскому бассейновому округу, водохозяйственный участок реки — Волга от Рыбинского гидроузла до города Кострома, без реки Кострома от истока до водомерного поста у деревни Исады, речной подбассейн реки — Волга ниже Рыбинского водохранилища до впадения Оки. Речной бассейн реки — (Верхняя) Волга до Куйбышевского водохранилища (без бассейна Оки).
Код объекта в государственном водном реестре — 8010300212110000011658.